# Abdelmadjid Tebboune
Abdelmajid Tebboune (Méchria, 17 de noviembre de 1945) es un político argelino que se desempeña como presidente de Argelia y ministro de defensa desde diciembre de 2019. Fue primer ministro de Argelia desde mayo de 2017 hasta agosto de 2017. Anteriormente fue ministro de Vivienda de 2001 a 2002 y nuevamente de 2012 a 2017.

## Primeros años
Abdelmadjid Tebboune nació el 17 de noviembre de 1945 en Méchria, en la actual provincia de Naâma, en Argelia, entonces territorio de Aïn-Sefra. Procede de una familia de la comuna de Boussemghoun, actualmente en la provincia de El Bayadh, situada en la región de las Altas Llanuras del suroeste de Argelia.Su padre era un jeque miembro de la Asociación de Ulemas Musulmanes Argelinos (y Abdelmadjid estudió en una escuela que estaba controlada por la Asociación de Ulemas en Sidi Bel Abbes antes del comienzo de la Guerra de Argelia entre 1953 y 1954). también un soldado. Está casado con Fatima Zohra Bella y tiene cinco hijos: Saloua, Maha, Salaheddine Ilyes, Mohamed y Khaled. Se graduó de la Escuela Nacional de Administración el 29 de julio de 1969.

## Trayectoria política
Tebboune fue ministro delegado para el Gobierno Local desde 1991 hasta 1992. Más tarde, bajo el presidente Abdelaziz Bouteflika, se desempeñó en el gobierno como Ministro de Comunicación y Cultura de 1999 a 2000 y luego como ministro Delegado para el Gobierno Local de 2000 a 2001, además fue ministro de Vivienda y Urbanismo de 2001 a 2002. Diez años más tarde, en 2012, regresó al puesto de ministro de Vivienda en el gobierno del primer ministro Abdelmalek Sellal.
Tras las elecciones parlamentarias de mayo de 2017, el presidente Bouteflika nombró a Tebboune para suceder a Sellal como primer ministro el 24 de mayo de 2017. El nombramiento de Tebboune se consideró sorprendente. El nuevo gobierno encabezado por Tebboune fue nombrado el 25 de mayo. Tebboune se desempeñó como primer ministro durante menos de tres meses. Bouteflika lo despidió y designó a Ahmed Ouyahia para que lo sucediera el 15 de agosto de 2017; Ouyahia asumió el cargo al día siguiente.
Tebboune se desempeñó como primer ministro durante menos de tres meses. Buteflika lo destituyó y nombró a Ahmed Ouyahia para sucederlo el 15 de agosto de 2017;  Ouyahia asumió el cargo al día siguiente.

## Presidencia de Argelia
En diciembre de 2019 fue elegido en primera vuelta en las elecciones presidenciales convocadas en Argelia con el 58,15 % de los votos y una alta abstención promovida por el boicot del movimiento Hirak mediante protestas en el país. De los más de 24 millones de electores llamados a las urnas sólo votaron en total el 39,93 % (41,41 % en el territorio nacional y 8,69 % entre los emigrantes en el exterior), la tasa de participación más baja de la historia de Argelia e inferior en 10 puntos de las presidenciales de 2014. Tebboune venció a otros cuatro candidatos: ex primer ministro Ali Benflis y los exministros y altos cargos del régimen Abdelaziz Belaid, Abdelkader Bengrina y Azedin Mihubi.

### Ministro de Defensa
Tebboune como presidente de Argelia asume también el ministerio de defensa. De manera tradicional el puesto es asumido por el presidente del país pero excepcionalmente desde 2013 hasta el 23 de diciembre de 2019 el gobierno de Argelia contaba con un vice primer ministro de defensa, puesto ocupado por Ahmed Gaïd Salah que dejó de existir en el primer gobierno nombrado por Tebboune encabezado por Abdelaziz Djerad como primer ministro.